# The Band
A The Band az 1960-as és 1970-es évek egyik meghatározó kanadai-amerikai rockzenekara volt.
Gyökerei az amerikai népzenébe, a blues-ba, a gospelbe, a korai rock and rollba nyúlnak vissza. Először The Hawks néven zenéltek együtt: 1959 és 1963 között Ronnie Hawkins rockabilly-énekest kísérték. 1965-ben léptek fel először Bob Dylannel, akit 1966-os világkörüli turnéjára is elkísértek. Ez a történelmi jelentőségű turné jelezte a folk-rock stílus megszületését. 1967-ben stúdiófelvételeket is készítettek együtt, amelyek azonban szerzői jogi problémák miatt csak 1975-ben The Basement Tapes címmel jelentek meg.
Az 1960-as évek második felében a zenekar tagjai a New York állambeli Woodstock közelében éltek. Nevüket (The Band – A Zenekar) is ekkor kapták. Saját elmondásuk szerint számos névvel próbálkoztak, de mindenki csak úgy utalt rájuk, mint Bob Dylan and "The Band". 
Első két lemezük az 1960-as évek végének legfontosabb albumai közé tartozik: az 1968-as Music from Big Pink és az 1969-es The Band. Ezeket a közönség mellett a kritikusok is kedvezően fogadták, akik az egyre divatosabbá és édeskésebbé váló folk-rocktól és country-rocktól való megkülönböztetésül stílusukat az "Americana" jelzővel illették. 
1969-ben nagy sikerrel léptek fel Woodstockban, 1970-ben pedig ismét Bob Dylant kísérték a Wight-szigeti fesztiválon. Harmadik és negyedik lemezük, a "Stage Fright" és a "Cahoots" ismét a korábbi témákat – az amerikai történelem jellegzetes figuráit és helyszíneit – vonultatta fel, ami egyben árulkodott a zenekar egyfajta megrekedéséről is. 1973-ban már csak egy rock and roll feldolgozásokból álló lemezt ("Moondog Matinee") jelentettek meg, 1975-ben és 1976-ban pedig két – egyébként szintén kiváló – LP-vel vettek irányt a modern, szintetizátor-alapú, de továbbra is az amerikai népzenében gyökerező stílus felé ("Northern Lights / Southern Cross" és "Islands"). 
A The Band – elsősorban a szólógitáros-dalszerző Robbie Robertson kezdeményezésére – 1976-ban oszlott fel, egy utolsó gigantikus koncert keretében, amelyről Martin Scorsese forgatott filmet Az utolsó valcer címmel. Ezen a koncerten az 1960-as és 1970-es évek olyan – ma is élő – legendái léptek fel, mint Bob Dylan, Neil Young, Eric Clapton, Neil Diamond, Joni Mitchell, Muddy Waters, Van Morrison, Emmylou Harris, Ringo Starr, vagy Stephen Stills. 
A zenekar 1983-ban újraalakult – Robbie Robertson nélkül.
Bár a zenei szaksajtó és a kortárs zenészek talán jobban kedvelték őket, mint a slágerlisták, a The Band elismert és nagy hatású zenekar lett. Több daluk (például a "Szelíd motorosok" c. filmben felhangzó "The Weight", vagy a számtalanszor feldolgozott "The Night They Drove Old Dixie Down") már-már népdalként él tovább az amerikai köztudatban. A zenekart a Canadian Music Hall of Fame és a Rock and Roll Hall of Fame is tagjai közé választotta.

## A zenekar tagjai
- Rick Danko – basszusgitár, ének, hegedű
- Levon Helm – dob, ének, mandolin
- Garth Hudson – szintetizátor, zongora, fúvós hangszerek
- Richard Manuel – zongora, ének, dob
- Robbie Robertson – szólógitár, vokál

## Diszkográfia

### Stúdióalbumok
- Music from Big Pink – 1968. július 1.
- The Band – 1969. szeptember 22.
- Stage Fright – 1970. augusztus 17.
- Cahoots – 1971. szeptember 15.
- Moondog Matinee – 1973. október 15.
- Northern Lights – Southern Cross – 1975. november 1.
- Islands – 1977. március 15.
- Jericho – 1993. november 2.
- High on the Hog – 1996. február 27.
- Jubilation – 1998. szeptember 15.

### Koncertalbumok
- Rock of Ages – 1972. augusztus 15.
- The Last Waltz – 1978. április 16.
- Live at Watkins Glen – 1994

### Válogatások
- The Best of The Band – 1976. július 15.
- Anthology – 1978.
- To Kingdom Come – 1989. szeptember 18.
- Across the Great Divide – 1994. november 15.
- The Best of The Band, Vol. II – 1999. október 5.
- Greatest Hits – 2000. szeptember 26.
- The Last Waltz – 2002. április 16.
- A Musical History – 2005. szeptember 27.
- From Bacon Fat to Judgement Day – 2006